# Jason Garey
Jason Garey (Baton Rouge, 19 luglio 1984) è un ex calciatore statunitense, di ruolo attaccante.

## Palmarès

### Individuale
- Hermann Trophy: 1

2005